# Football à 5 aux Jeux paralympiques
Le football à 5 aux Jeux paralympiques d'été est une discipline paralympique depuis les Jeux paralympiques de 2004 à Athènes. L'équipe la plus titrée est le Brésil avec 5 médailles d'or décrochées de manière consécutive entre 2004 et 2021. L'équipe championne paralympique en titre est la France.

## Composition d'une équipe
Le football à 5 est une version allégée du football où seuls 5 joueurs par équipe sont présents sur le terrain. Le jeu s'adresse aux personnes à déficience visuelle (à l'exception du gardien de but), et le ballon est équipé de grelots pour permettre aux joueurs de le repérer. Outre les quatre joueurs déficients visuels, une équipe comporte trois personnes valides qui peuvent donner des instructions aux joueurs : un entraîneur, un guide, et un gardien de but .

## Histoire
Selon le Comité international paralympique, le cécifoot aurait été pratiqué en Espagne dès les années 1920, avant que le Brésil ne formalise le jeu à 5 joueurs contre 5 dans les années 1960 et organise un premier tournoi national en 1974. Il fait son entrée en tant que discipline des Jeux paralympiques en 2004. Afin de garantir une équité entre les joueurs, ils ont tous les yeux bandés. En raison de l'importance du son pour les joueurs, les spectateurs doivent rester silencieux, sauf quand un but est mis.

### 2004
En 2004, pour les Jeux paralympiques d'Athènes, le football à 5 devient officiellement un sport paralympique.
Lors de cette 1re édition, c'est le Brésil qui décroche la première médaille d'or de l'histoire en remportant la finale face à Argentine sur le score de 0-0 (3-2 aux tab).

### 2008
En 2008, les 2e Jeux paralympiques se déroulent à Pékin.
Lors de cette 2e édition, le Brésil s'impose pour la deuxième fois d'affilée en battant la Chine 2-1.

### 2012
En 2012, les 3e Jeux paralympiques se déroulent à Londres.
Lors de cette 3e édition, le Brésil est sacré pour la troisième fois consécutive en gagnant la finale 2-0 contre la France.

### 2016
En 2016, les 4e Jeux paralympiques se déroulent à Rio de Janeiro. Le Brésil l'emporte une nouvelle fois, face à l'Iran.

### 2020
En 2021, le football à 5 effectue sa cinquième participation consécutive aux Jeux paralympiques, qui se déroulent à Tokyo. Le Brésil s'adjuge à nouveau la médaille d'or en dominant l'Argentine en finale (1-0). Le Maroc monte sur le podium pour la première fois de son histoire.

### 2024
Les Jeux de Paris 2024 voient pour la première fois une autre nation que le Brésil remporter le titre paralympique en cécifoot. Le tournoi, qui se tient au stade Tour Eiffel, est d'abord marqué par l'élimination du Brésil, quintuple tenant du titre, face à l'Argentine en demi-finale. La finale oppose donc l'Albiceleste, médaillée d'argent en 2004 et 2021, à la France, vice-championne paralympique en 2012. Les Bleus s'imposent aux tirs au but (1-1, 3-2 aux t.a.b) grâce notamment à leur capitaine Frédéric Villeroux, auteur du premier but de la finale et du dernier tir au but, offrant ainsi à la France le premier titre paralympique de son histoire.

## Jeux paralympiques et sélections nationales
Les équipes de football à 5 participant aux Jeux paralympiques sont des sélections nationales, contrairement aux équipes de football participant aux Jeux olympiques qui sont limitées aux joueurs de moins de 23 ans.

## Palmarès
Le tableau suivant retrace pour chaque édition de la compétition le palmarès du tournoi.
| N° | Édition | Ville hôte     | Or         | Argent    | Bronze    |
| -- | ------- | -------------- | ---------- | --------- | --------- |
| 1  | 2004    | Athènes        | Brésil (1) | Argentine | Espagne   |
| 2  | 2008    | Pékin          | Brésil (2) | Chine     | Argentine |
| 3  | 2012    | Londres        | Brésil (3) | France    | Espagne   |
| 4  | 2016    | Rio de Janeiro | Brésil (4) | Iran      | Argentine |
| 5  | 2020    | Tokyo          | Brésil (5) | Argentine | Maroc     |
| 6  | 2024    | Paris          | France (1) | Argentine | Brésil    |

## Records
- Le Brésil est la seule équipe à avoir remporté plusieurs médailles d'or aux Jeux paralympiques[11].

## Tableau des médailles
| Rang | Nation    | Or | Argent | Bronze | Total |
| ---- | --------- | -- | ------ | ------ | ----- |
| 1    | Brésil    | 5  | 0      | 1      | 6     |
| 2    | France    | 1  | 1      | 0      | 2     |
| 3    | Argentine | 0  | 3      | 2      | 5     |
| 4    | Iran      | 0  | 1      | 0      | 1     |
| 4    | Chine     | 0  | 1      | 0      | 1     |
| 6    | Espagne   | 0  | 0      | 2      | 2     |
| 7    | Maroc     | 0  | 0      | 1      | 1     |